# أليكسي بالابانوف
أليكسي أوكتيابرينوفيتش بالابانوف (الروسية: Алeксeй Oктябpинoвич Балабанoв) (ولد في 25 فبراير 1959- توفي في 18 مايو 2013) مخرج وسيناريست روسي وواحد من أهم المخرجين اشتهر بسبب أعمال مثل الأخ 1997 والأخ 2 2000 وجميع أفلامه حققت نجحاً كبيراً في روسيا  واشتهر أيضا بأسلوب الغريب والفكاهة السوداء.

## حياته
ولد أليكسي أوكتيابرينوفيتش بالابانوف في 25 فبراير 1959 في سفيردلوفسك (يكاترينبرغ حاليًا). وفي عام 1981 تخرج من قسم الترجمة من جامعة غوركي التربوية للغات الأجنبية، ثم خدم في الجيش السوفيتي مترجما برتبة ضابط، وعمل في الأعوام 1983 إلى 1987 مساعد مخرج سينمائي في استوديو أفلام سفيردلوفسك. أخرج بالابانوف فيلمه الأول عام 1987 في جبال الأورال، ودرس لاحقًا في ورشة العمل التجريبية «سينما المؤلف» للدورات العليا لكتاب السيناريو ومخرجي الأفلام، وتخرج عام 1990. وفي عام 1994، أسس بالابانوف مع سيرجي سيليانوف وفيكتور سيرجييف شركة الإنتاج CTV.
توفي بالابانوف في 18 مايو 2013 بنوبة قلبية. وأقيمت الجنازة في مقبرة سمولينسكي. وعند وفاته، كان يخطط لإنتاج فيلم عن ستالين، يصوره على أنه الأب الروحي للجريمة. وكان متزوجًا من مصممة الأزياء ناديجدا فاسيليفا. وكان لديه ولدان.

## أفلامه
| ر  | إسم الفيلم                | سنة  |
| -- | ------------------------- | ---- |
| 1  | Happy Days                | 1991 |
| 2  | The Castle                | 1994 |
| 3  | Arrival of a Train (شارك) | 1995 |
| 4  | Brother I                 | 1997 |
| 5  | Of Freaks and Men         | 1998 |
| 6  | Brother II                | 2000 |
| 7  | War                       | 2002 |
| 8  | The River{ خمسين دقيقة}   | 2002 |
| 9  | Dead Man's Bluff          | 2005 |
| 10 | It Doesn't Hurt Me        | 2006 |
| 11 | Cargo 200                 | 2007 |
| 12 | Morphine                  | 2008 |
| 13 | A Stoker                  | 2010 |
| 14 | Me Too                    | 2012 |

## وصلات خارجية
- أليكسي أوكتيابرينوفيتش بالابانوف على imdb
- Alexey Balabanov
- الجريمة والتعالي: أفلام أليكسي بالابانوف